# Anuanuraro
Anuanuraro – niezamieszkany atol należący do grupy Îles du Duc de Gloucester, znajduje się na południu archipelagu Tuamotu, w Polinezji Francuskiej. Powierzchnia atolu wynosi 9,2 km², w tym 7 km² przypada na lagunę. Anuanuraro leży około 30 km na zachód od atolu Anuanurunga z grupy wysp Îles du Duc de Gloucester. Administracyjnie należy do gminy Hao.

## Historia
Atol odkrył 4 lutego 1606 roku portugalski podróżnik Pedro Fernández de Quirós.